# The Smoking Popes
The Smoking Popes är en amerikansk alternativ rock/punkpop-grupp som bildades 1991, i Chicago, USA. Bandet är influerade av, främst, The Smiths och Buzzcocks.

## Medlemmar
Nuvarande medlemmar
- Josh Caterer – sång, gitarr (1990–1999, 2005– )
- Eli Caterer – gitarr (1990–1999, 2005– )
- Matt Caterer – basgitarr (1990–1999, 2005– )
- Mike Felumlee – trummor (1990–1999, 2015–)

Tidigare medlemmar
- Dave Martens – trummor (1990)
- Rob Kellenberger – trummor (2005-2006)
- Ryan Chavez – trummor (2006-2008)
- Neil Hennessy – trummor (2008–2015)

## Diskografi
Studioalbum
- 1993 – Get Fired
- 1995 – Born to Quit
- 1997 – Destination Failure
- 2001 – The Party's Over
- 2006 – At Metro
- 2008 – Stay Down
- 2011 – This Is Only a Test

Livealbum
- 2000 – Live

EP
- 1991 – Inoculator
- 1992 – Break Up
- 1993 – 2
- 1993 – Comin' at Ya Sucka (Smoking Popes / Groovy Love Vibes)

Singlar
- 1995 – "Rubella"
- 1996 – "Need You Around"
- 1997 – "Before I'm Gone"
- 1997 – "I Know You Love Me"

Samlingsalbum
- 1999 – Smoking Popes 1991-1998
- 2010 – It's Been a Long Day